# هاري بوتر وحجرة الأسرار (لعبة فيديو)
هاري بوتر وحجرة الأسرار (بالإنجليزية: Harry Potter and the Chamber of Secrets)‏ هي لعبة فيديو مغامرات مقتبسة عن فيلم هاري بوتر وحجرة الأسرار، صدرت في عام 2002 وهي متوفرة على إكس بوكس وبلاي ستيشن وبلاي ستيشن 2 وغيم كيوب وويندوز، وهي من نشر إلكترونيك أرتس وتطوير وارنر بروس وأرغوناوت سوفتوير.

## روابط خارجية
- هاري بوتر أند ذا شامبر أوف سيكريتز على موقع IMDb (الإنجليزية)